# Georgiana Cavendish

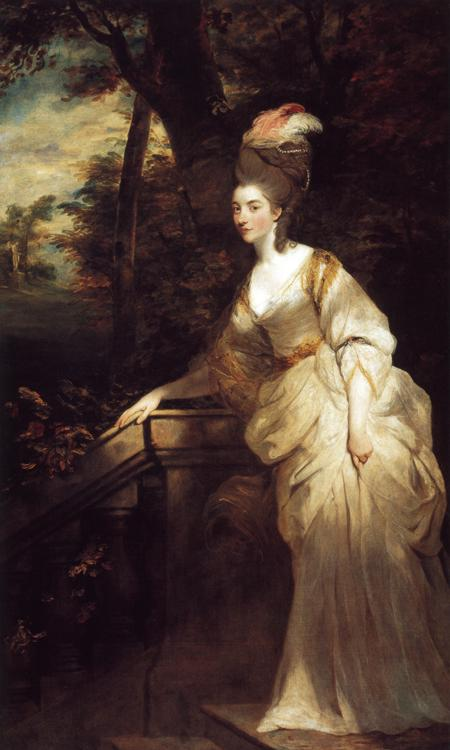
Hertiginnan av Devonshire, porträtterad av Joshua Reynolds, cirka 1775.

Georgiana Cavendish, född Spencer den 7 juni 1757 på Althorp i Northamptonshire, död 30 mars 1806 på Devonshire House i London, var en engelsk adelsdam och hertiginna av Devonshire genom sitt äktenskap med William Cavendish, den 5:e hertigen av Devonshire. Hon var mor till William Cavendish, den 6:e hertigen av Devonshire och dotter till John Spencer, 1:e earl Spencer och Margaret Georgiana Poyntz. Georgiana tillhörde samma familj, Spencer, som prinsessan Diana.

## Biografi

### Socialt liv
Hertiginnan av Devonshire var en hyllad skönhet och modeikon. I hennes salong samlades litterärt och politiskt engagerade celebriteter. Hon var politiskt aktiv i en tidsålder då kvinnor inte ansågs ha något med politiken att göra. Både hertigen och hertiginnans familjer var Whigs och kämpade för Whigpartiet; särskilt Georgiana, eftersom hennes kusin Charles James Fox var involverad.
Hon hade kontakt med välkända figurer, såsom prinsen av Wales, den blivande kung Georg IV av Storbritannien, och drottning Marie-Antoinette av Frankrike.

### Skulder
Hertiginnan av Devonshire var även berömd för sin förkärlek för spel. Trots att båda familjerna Spencer och Cavendish var oerhört rika var hon ofta skuldsatt. Då hon avled ska hon ha haft motsvarande dagens £3,720,000 i skuld. När hon ännu var i livet var hon så rädd att maken skulle upptäcka de stora summor hon spelade för, att hon höll dem hemliga för honom. Han fick inte höra talas om dem förrän efter hennes död.

### Död och eftermäle

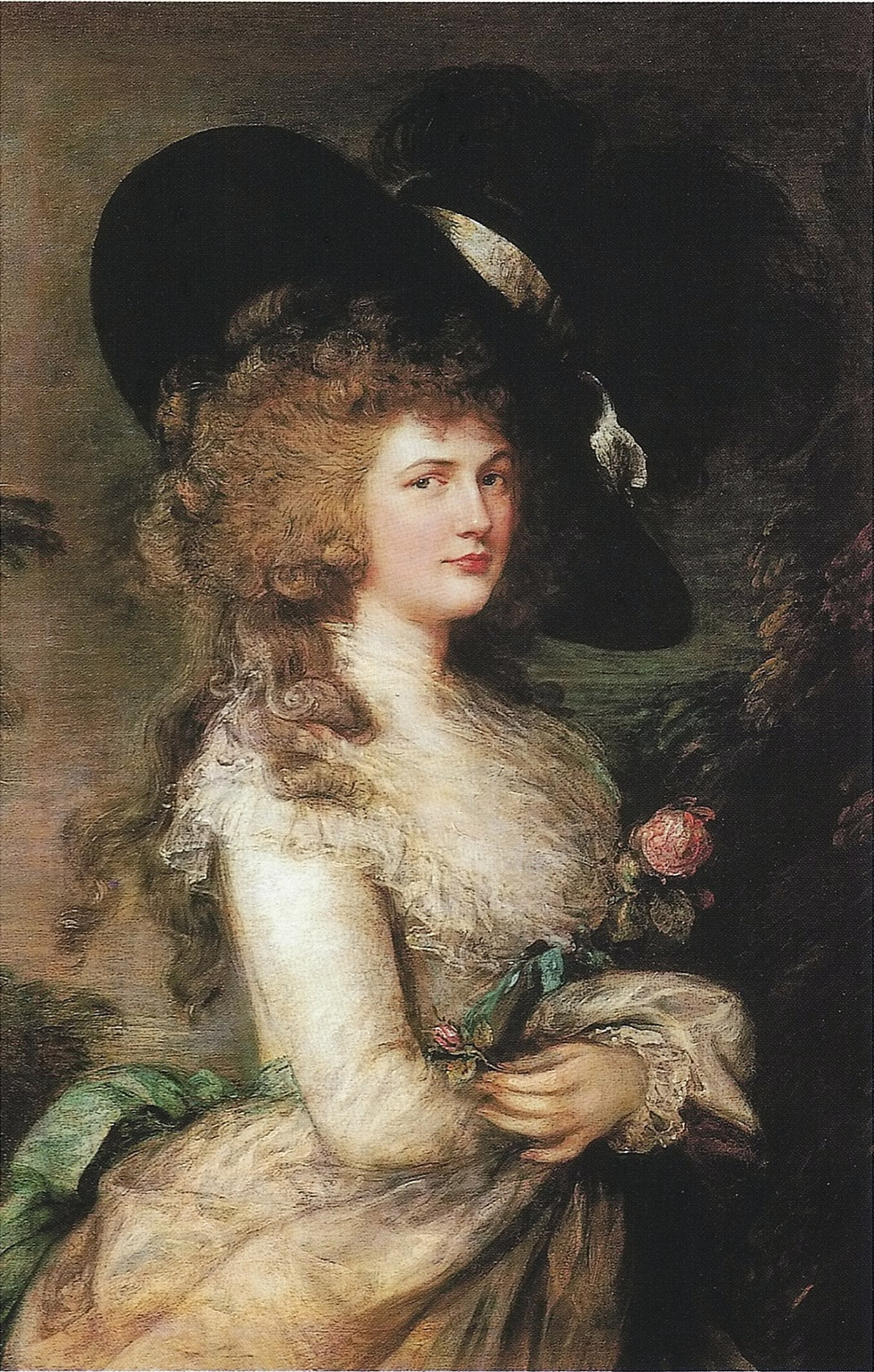
Georgiana Cavendish, porträtterad av Thomas Gainsborough 1787. Tavlan blev stulen och återfanns 1830.

Hon avled 30 mars 1806, 48 år gammal, efter att ha drabbats av vad man tror var en varböld i levern. Georgiana ligger begravd i Katedralen i Derby i Derby.
Georgiana Cavendish satt modell för många porträtt. Thomas Gainsboroughs målning av henne i en stor svart hatt (se bilden bredvid) försvann från Chatsworth House och var borta under många år. Den återfanns på 1830-talet hemma hos en äldre lärarinna. År 1841 sålde hon den till en konsthandlare för £56 som senare gav den till en vän, konstsamlaren Wynn Ellis. Efter Ellis död 1876 såldes porträttet på Christie's i London till konsthandlaren William Agnew för 10,000 guineas. Tre veckor senare stals tavlan från konstgalleriet Thomas Agnew & Sons. Inte förrän 25 år senare fick man reda på att den var den amerikanske tjuven Adam Worth, känd som The Napoleon of Crime, som stulit tavlan. Han hade tänkt sälja den för att kunna betala borgen för sin bror. År 1994 var målningen åter till salu på Sotheby's i London och köptes då av den 11:e hertigen av Devonshire för $408,870. Det tog alltså mer än två hundra år innan tavlan återvände till Chatsworth House och familjen Cavendishs ägo.
Filmen The Duchess från 2008 är baserad på Georgianas liv, där Keira Knightley spelar henne.

## Familj
Lady Georgiana Spencer gifte sig med hertigen av Devonshire 7 juni 1774, hennes sjuttonårsdag. Hon fick flera missfall innan hon födde sina fyra barn. Hon fick tre barn inom äktenskapet, samt en illegitim dotter med politikern Charles Grey, 2:e earl Grey. Hon uppfostrade också makens illegitima dotter Charlotte som han fått med en tjänsteflicka.
När Georgiana introducerade sin goda väninna Lady Elizabeth Foster för sin make, tog han henne först till älskarinna och gifte sig senare med henne. Georgiana tvingades att leva i ett triangeldrama i 25 år.

### Barn med Willam Cavendish, 5:e hertig av Devonshire
1. Georgiana (1783-1858), kallad Little G, gift med George Howard, 6:e earl av Carlisle
2. Henrietta Elizabeth (1785-1862), kallad Harriet, gift med Granville Leveson-Gower, 1:e earl Granville
3. William George Spencer Cavendish (1790-1858), markis av Hartington och 6:e hertig av Devonshire

### Barn med Charles Grey
1. Eliza Courtney (1792-1859), illegitim dotter; Georgiana tvingades att lämna över henne till Charles familj; Eliza gifte sig senare med överstelöjtnant Robert Ellice och döpte sin äldsta dotter efter Georgiana